# Lea Ignatius
Lea Toini Johanna Ignatius (Helsinki, 26 ottobre 1913 – Lohja, 27 giugno 1990) è stata un'artista finlandese.

## Biografia
Ignatius studiò disegno e storia dell'arte all'Università di Helsinki e alla School of Art and Design negli anni '30. Divenne nota come importante disegnatrice e ritrattista. Organizzò la sua prima mostra personale allo Strindberg Art Salon di Helsinki nell'autunno del 1948.
Studiò grafica artistica alla fine degli anni '60 a Salisburgo, in Austria, e negli anni '70 a Parigi e divenne uno dei principali artisti grafici finlandesi. Le sue opere sono presenti nelle collezioni di diversi musei d'arte finlandesi e stranieri. Le fu assegnata una pensione statale d'artista nel 1979.

## Vita privata
Ignatius sposò Reino Ignatius (1913–2001) con il quale ebbe una figlia, l'artista grafica Elina Luukanen (n. 1941). I suoi genitori erano Juho Jannes (ex Genetz, presidente a lungo termine della Confederazione dei produttori agricoli e Toini Jannes (nata Liljeström, 1884-1942).